# Glatens
Glatens ist eine französische Gemeinde mit 68 Einwohnern (Stand: 1. Januar 2022) im Département Tarn-et-Garonne in der Region Okzitanien. Sie gehört zum Kanton Beaumont-de-Lomagne und zum Arrondissement Castelsarrasin. Sie grenzt im Nordwesten an Maumusson, im Nordosten an Esparsac, im Südosten an Gimat, im Süden an Lamothe-Cumont, im Südwesten an Cumont (Berührungspunkt) und im Westen an Castéron. 

## Bevölkerungsentwicklung
| Jahr      | 1962 | 1968 | 1975 | 1982 | 1990 | 1999 | 2008 | 2015 |
| --------- | ---- | ---- | ---- | ---- | ---- | ---- | ---- | ---- |
| Einwohner | 46   | 39   | 25   | 30   | 36   | 54   | 56   | 77   |